# Luca Carlevarijs

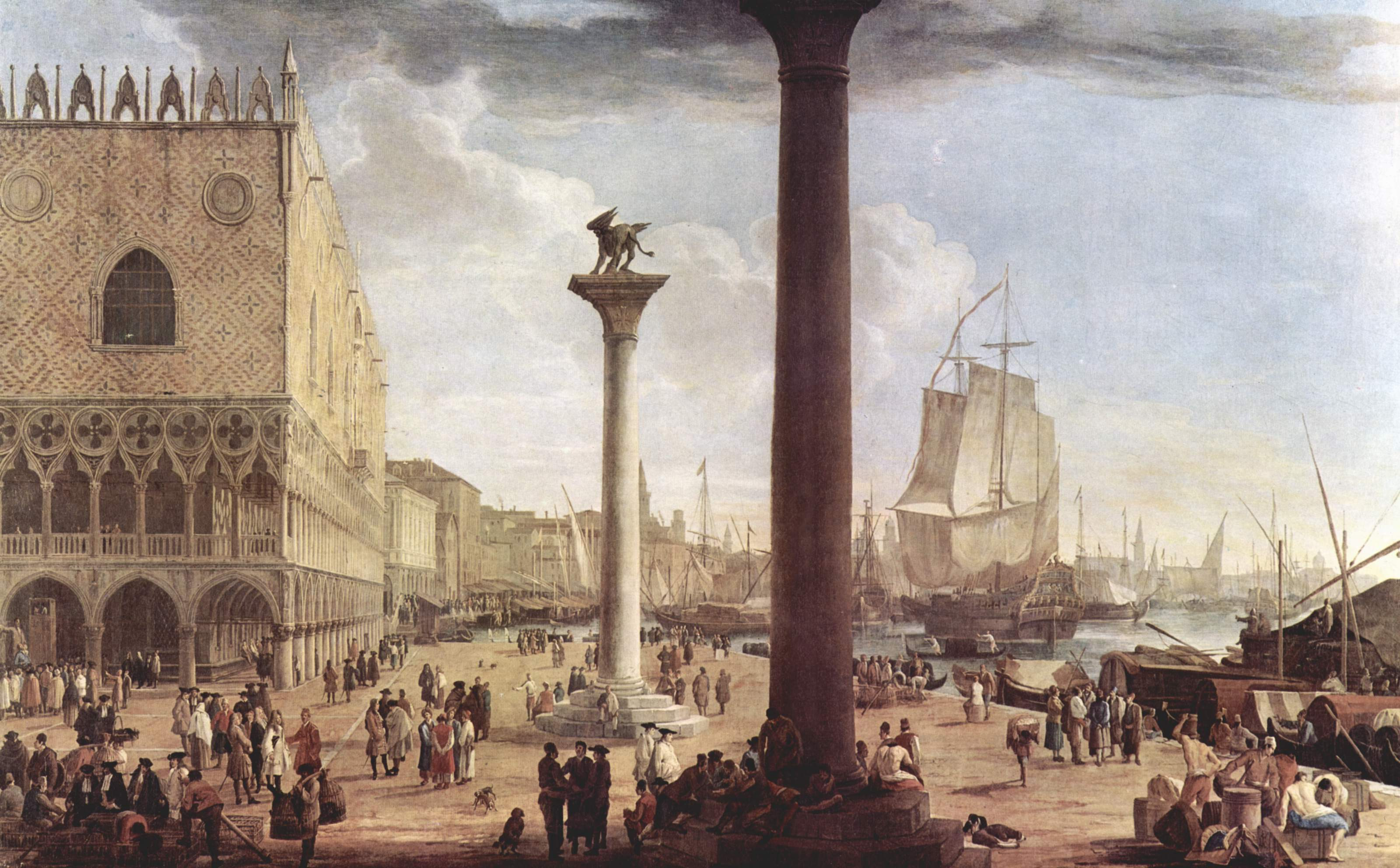
Vista de Venècia, amb el Palau Ducal (Palau Corsini de Roma).

Lucca Carlevarijs, (Udine, 1663 - Venècia, 1730). Pintor vedutista del segle xviii.
Fill d'una família de pintors, des de la mort del seu pare el 1679 viu a Venècia a càrrec de la seva germana. El seu treball com vedutista s'inicia el 1703 amb les Fàbriques i Vistes de Venècia, un conjunt de gravats a l'aiguafort on dona mostres d'una mentalitat científica en la qual prevalen la perspectiva i l'equilibri. En els seus quadres posteriors s'observa la ressonància del mètode microgràfic de Gaspar Van Wittel (Gaspare Vanvitelli). Es tracta de vistes sense gaire rigor topogràfic i que mostren petjades de la seva sensibilitat poètica. És un pintor també conegut pels seus capritxos, paisatges imaginaris que coexisteixen elements antics, moderns i fins i tot edificacions reals. Els últims anys de la seva vida van estar eclipsats pel sorgiment de les lluminoses vistes de Canaletto.